# 温登
温登是德国莱茵兰-普法尔茨州的一个市镇。总面积6.99平方公里，总人口693人，其中男性338人，女性355人（2011年12月31日），人口密度99人/平方公里。